# Cimitero nazionale di Martin
Il cimitero nazionale di Martin (in slovacco: Národný cintorín v Martine) è un camposanto che accoglie i resti di segnalate personalità di tutta la Slovacchia. La scelta di Martin si deve al fatto che la città, sede della Matica slovenská, fu la capitale culturale slovacca nell'epoca della definizione dell'identità nazionale slovacca, nella seconda metà del XIX secolo. 
Il cimitero si trova nella centrale Ulica sklabinská. In origine era un semplice cimitero urbano, fondato nel XVIII secolo. Dal 1967 è monumento nazionale.

## Storia
La fondazione del cimitero si deve alle riforme illuministiche del XVIII secolo, nel 1780. Nel 1785 fu redatto un elenco di cimiteri e di cripte. Da questo documento risulta che a Martin da cinque anni era in funzione un cimitero. La prima sepoltura nota è quella di Ján Lauček, morto nel 1797. Il cimitero serviva la città, nonché i paesi di Jahodníky, Tomčany e Dolina, oggi quartieri urbani.
Inizialmente non era un cimitero diverso da altri cimiteri di villaggio. Nel 1860 fu costruita una recinzione in muratura con il cancello di ingresso. Non esistono lapidi risalenti ai primi decenni del cimitero, perché la lapidi sepolcrali non erano ancora diffuse in questo periodo e a Martin e nei suoi dintorni non c'erano marmisti. Le sepolture erano contrassegnate da croci in ghisa, di cui rimangono esempi degli anni 1850 e 1860. La lapide più antica è quella di Samuel Lilge, fabbricante di vernici morto nel 1847 e riporta un epitaffio in slovacco.
Il cimitero già nel 1865 si era riempito, sicché fu necessario acquistare un altro lotto di terra per l'ampliamento. Successivi ampliamenti si ebbero anche nel 1903 e nel 1909. In conseguenza di questi allargamenti, la superficie registrata al catasto è di 23 580 m². I viali principali suddividono il cimitero in sei blocchi..
Il carattere di cimitero nazionale non deriva originariamente da un provvedimento amministrativo, ma fu acquisito gradualmente, a partire dal funerale di Karol Kuzmány, vicepresidente della Matica slovenská, nel 1866. All'epoca, per via delle politiche di magiarizzazione, i funerali dei patrioti erano tra le pochissime occasioni di poter manifestare pubblicamente l'identità nazionale slovacca: dal 1871 e fino al 1914 ogni 2 ottobre si teneva una cerimonia di commemorazione dei patrioti. La designazione di cimitero nazionale è ampiamente attestata dai mezzi di comunicazione ed è stata riconosciuta ufficialmente nel 1967, quando il cimitero è stato inserito nella lista di monumenti nazionali. Il ruolo di cimitero nazionale è collegato con la presenza a Martin della sede centrale della Matica slovenská, l'organizzazione culturale patriottica che fece di Martin il centro di irradiazione del Risorgimento slovacco. Emanazioni della Matica furono anche l'organizzazione femminile Živena e la Società museale slovacca. La Dichiarazione di Martin del 30 ottobre 1918 testimonia l'importanza anche politica della città nella formazione della coscienza e dell'identità nazionali. Oltre alle personalità di spicco della cultura slovacca decedute a Martin al cimitero furono traslati i resti di altre importanti personalità: ad esempio nel 1928 i resti di Martin Kukučín vi furono trasferiti da Zagabria, mentre nel 1940 quelli di Janko Kráľ vi furono collocati dopo una prima sepoltura a Zlaté Moravce. Nel 1944 Dušan Jurkovič, l'architetto slovacco più rappresentativo dell'epoca della Prima repubblica slovacca, vi progettò un imponente monumento per i patrioti slovacchi, che però non venne realizzato. Opera dello stesso architetto è la tomba di Svetozár Hurban Vajanský, i progetti non realizzati per le tombe di Martin Kukučín e di Ján Kohút e di Milan Hodža. Nel 1950 il cimitero accolse i resti di Janko Jesenský, morto a Bratislava nel 1945. Negli anni 1970 e 1980 numerose sepolture di personalità famose vi furono trasferite, soprattutto da cimiteri soppressi. Dopo il 1989 trovarono qui sepoltura le spoglie degli slovacchi morti in esilio durante il regime socialista.
La prima istanza per il riconoscimento del carattere di cimitero nazionale fu avanzata al Consiglio nazionale slovacco nel 1945, ma fu respinta per problemi finanziari. Lo scultore Fraňo Štefunko e sua moglie Angela si presero cura volontariamente del cimitero a partire dal 1953, cercando soprattutto di dare risalto al suo carattere di cimitero monumentale, ma incontrarono le resistenze dell'autorità che mal tolleravano che i privati si sostituissero al ruolo dello stato e dovettero rinunciare al loro compito. Una nuova istanza fu presentata nel 1966 dalla Matica slovenská e trovò accoglimento con l'inserimento del cimitero fra i monumenti nazionali con la legge del 21 novembre 1967. Negli anni successivi la Matica slovenská curò l'edizione delle biografie delle personalità sepolte nel cimitero, che ebbe più riedizioni. Nel 1973 il consiglio comunale di Martin incaricò la Matica slovenská dell'amministrazione del cimitero, che continuò fino al 2000, quando la gestione del cimitero passò congiuntamente alla Biblioteca nazionale slovacca e al comune di Martin, che infine si fece carico per intero della gestione del cimitero a partire dal 2006.

## Personalità sepolte
Prima del 2007 tra i sepolti nel cimitero si annoveravano 542 persone celebri in 411 tombe. 215 tombe celebri si trovavano nel settore A, 94 nel settore B, 29 nel settore C, 33 nel settore D, 19 nel settore E e 21 nel settore F. Fra queste sono particolarmente degne di nota:
- Juraj Antal - medico-fisiologo

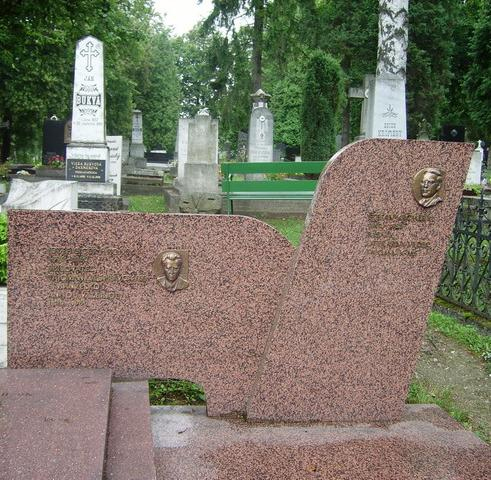
Tomba di Štefan Krčméry e di Jozef Cíger-Hronský

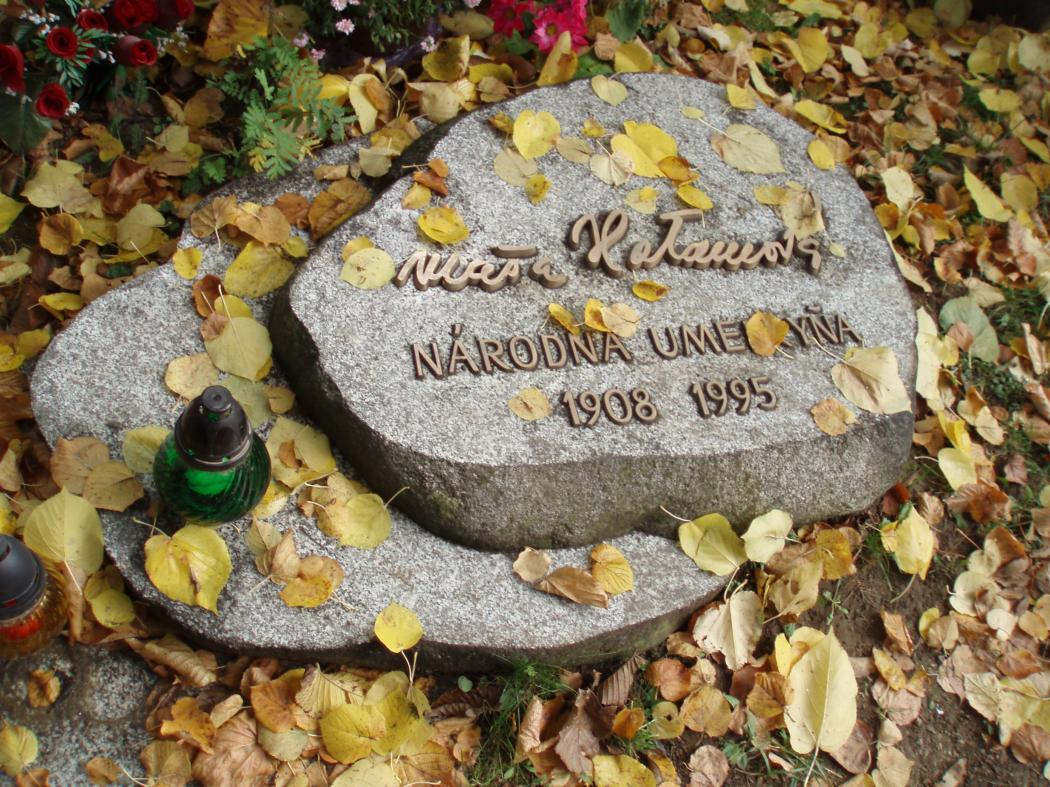
Tomba di Maša Haľamová

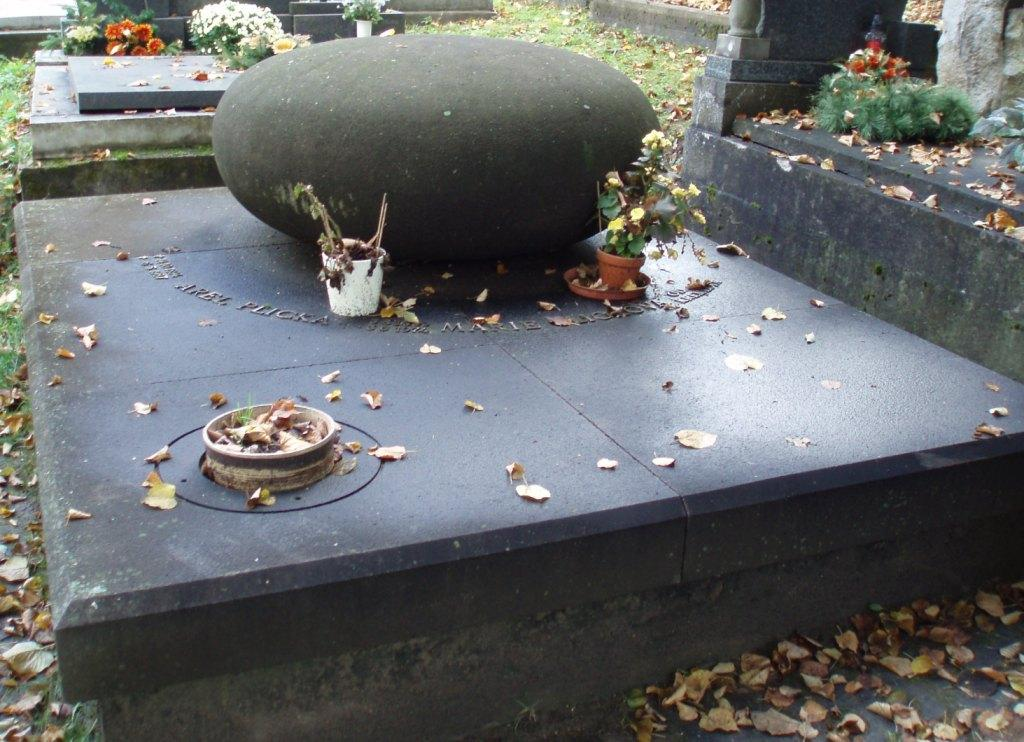
Tomba di Karol Plicka

- Anton Augustín Baník - filosofo, storico
- Július Barč-Ivan - scrittore
- Martin Benka - pittore
- Ján Bodenek - scrittore
- Emanuel Teodor Bohm - sostenitore della letteratura slovacca negli Stati Uniti
- Mária Bohmová-Dziaková - sostenitrice della letteratura slovacca negli Stati Uniti
- Ján Bulík - presidente della Matica slovenská in Jugoslavia
- Blažej Bulla - architetto ed esperto di folklore
- Ferdinand Čatloš - generale, ministro
- Juraj J. Cincík - pittore di soggetti sacri
- Jozef Cíger-Hronský - scrittore
- Samuel Czambel - linguista
- Štefan Marko Daxner - patriota
- Matúš Dula - politico
- Mikuláš Štefan Ferienčík - giornalista e scrittore
- Ján Francisci-Rimavský - patriota
- Mikuláš Galanda - pittore
- Michal Gašparík - cronista
- Želmíra Gašparíková - traduttrice
- Janka Guzová-Becková - cantante, curatrice di canzoni popolari
- Andrej Halaša - patriota
- Maša Haľamová - poetessa
- František Hečko - scrittore
- Mária Jančová-Hečková - scrittrice
- Naďa Hejná - attrice
- Milan Hodža - politico, primo ministro
- Ferdinand Hoffmann - attore teatrale
- Emil Horváth - attore
- Ján Hrušovský - scrittore e giornalista
- Svetozár Hurban Vajanský - scrittore
- Anna Hurbanová-Jurkovičová - prima attrice slovacca
- Janko Jesenský - scrittore
- Ferdinand Juriga - patriota
- Ján Kadavý - attivista, editore e compositore
- František Kalina - traduttore
- František Kalina juniore - artista visuale
- Ján Kalinčiak - scrittore
- Andrej Kmeť - museologo, scienziato
- Jozef Kohút - organizzatore dei vigili del fuoco
- Janko Kráľ - poeta
- Štefan Krčméry - poeta
- Martin Kukučín - scrittore
- Karol Kuzmány - scrittore
- Andrej Lettrich - regista e sceneggiatore
- Jozef Lettrich - politico
- Elena Maróthy-Šoltésová - scrittrice
- Ján Meličko - compositore
- Hana Meličková - attrice
- Danko Michaelli - attore
- Milan Mitrovský - pittore e scrittore
- Pavol Mudroň - rappresentante del movimento nazionale slovacco
- Štefan Nemčok - pittore
- Karol Novák - direttore d'orchestra
- Jozef Pajtaš - oculista
- Viliam Pauliny-Tóth - scrittore, giornalista, politico
- Ján Petrikovich - medico
- Ambro Pietor - giornalista, attivista
- Karol Plicka - fotografo
- Belo Polla - storico
- Daniel Rapant - storico
- Vladimír Roy - poeta
- Viliam Ruttkay-Nedecký - pittore
- Miloslav Schmidt - organizzatore dei vigili del fuoco
- Ján Šikura - storico
- Jozef Škultéty - amministratore della Matica slovenská
- Ján Smrek - poeta
- Blanka Smreková - poetessa
- Miloš Štefanovič - politico
- Fraňo Štefunko - scultore
- Ivan Stodola - scrittore
- Ivan Štubňa - pittore
- Dušan Šulc - artista grafico
- Izabela Textorisová - botanica
- Ľudmila Turzová - autrice di un atlante delle piante officinali
- Eduard Tvarožek - traduttore
- Marián Váross - storico dell'arte
- Jaroslav Vlček - storico della letteratura
- Gorazd Zvonický - poeta e traduttore